# Çarşıbaşı
Çarşıbaşı ist eine türkische Küstenstadt am Schwarzen Meer im gleichnamigen Ilçe (Landkreis) der Provinz Trabzon und gleichzeitig eine Gemeinde der 2012 geschaffenen Büyükşehir belediyesi Trabzon (Großstadtgemeinde/Metropolprovinz Trabzon). Seit der Gebietsreform 2013 ist die Gemeinde flächen- und einwohnermäßig identisch mit dem Landkreis.
Çarşıbaşı liegt direkt am Meer und erhielt am 1. Dezember 1954 den Status einer Gemeinde (Belediye), erkenntlich auch am Stadtlogo. Der ehemalige Bucak Çarşıbaşı wurde 1991 aus dem Landkreis Vakfıkebir ausgegliedert und durch das Gesetz Nr. 3644 ein eigenständiger Landkreis.
(Bis) Ende 2012 bestand der Landkreis aus der Kreisstadt und 17 Dörfern (Köy), die während der Verwaltungsreform 2013 in Mahalle (Stadtviertel, Ortsteile) überführt wurden, die sechs existierenden Mahalle der Kreisstadt blieben erhalten. Den Mahalle steht ein Muhtar als oberster Beamter vor. Ende 2020 lebten durchschnittlich 678 Menschen in jedem dieser 23 Mahalle, 2.178 Einw. im bevölkerungsreichsten (Yavuz).